# Свято-Миколаївський собор (Бердичів)
Свято-Миколаївський собор або Миколаївський собор у Бердичеві — православний храм, побудований в 1910 році в стилі пізнього необароко.
Православний храм розташований в центрі Бердичева. Відноситься до Житомирської єпархії УПЦ МП.

## Історія
Собор побудований в 1908 році, при цьому його історія бере початок з середини XVII століття.
Собор споруджено на місці дерев'яної церкви Св. Миколая, яка була збудована у 1748 р. зусиллями власниці міста Барбари-Франциски Завіші-Кезгайло, дружини Миколая Фаустина Радзивілла.
6 грудня 1751 року дерев'яний храм, зведений з дубового зрубу, був освячений.
Довгий час Миколаївський храм був уніатським (греко-католицьким) і усипальницею княжого роду Радзивілів.
У 1794 році Миколаївська церква стала православною.
1814 або до 1814 року князь Радзивілл подарував землю Миколаївській церкві.
У неділю 21 травня 1906 року в церкві відправили останню літургію і за деякий час дерев’яну споруду розібрали. Будівельники приступили до спорудження нового кам’яного храму.
29 і 30 листопада 1908 року у Бердичеві відбулись святкові заходи з нагоди освячення новозбудованого храму за участі Преосвященнійшого Павла, єпископа Чагиринського: вранці 30 листопада благочинний і настоятель собору священик В’ячеслав Бичковський освятив престол у південній частині вівтаря нового храму в ім’я святої великомучениці Варвари, а вже перед пізньою літургією єпископ Павло освятив і головний престол Миколаївської церкви.
З 1921 по 1937 р. у церкві служили обновленці, а в 1938 році храм був закритий радянською владою, і потім використовувався як зерносховище.
Богослужіння в церкві було відновлено під час Другої світової війни в лютому 1942 року.
У 1996 році Миколаївська церква отримала статус собору.
У 2013 році було прийнято рішення про золочення соборних бань майстрами з Києво-Печерської Лаври.
На території собору знаходиться могила архімандрита Григорія Боднарчука. Поряд – пам’ятний знак на честь 2000-ліття Різдва Христового, встановлений 19 грудня 1999 року.

## Архітектура
Виконана з лицьової цегли. Хрестовокупольна, чотиристовпна, одноглава, з гранованою апсидою, з домінантним у композиції великим, посадженим на масивний круглий барабан, куполом параболічних контурів з декоративними люкарнами і цибулинною главкою і високою стрункою двох’ярусною дзвіницею над притвором, перекритою гранованим шатром, увінчаним ребристою главкою. Композиція побудована на ефекті пірамідально наростаючих об’ємів, що досягається поступовим наростанням висот об’ємів обходу, ризниць, апсиди і основного ясно прочитуваного просторового хреста. Хрестоподібності зовнішньої композиції всередині не відчувається унаслідок відкриття дияконника і ризниці в прибудови. В інтер’єрі домінує підкупольний простір, добре освітлений вісьма вікнами круглого барабана великого діаметра. Простори рукавів і притворів злиті в єдиний. Гілки хреста перекриті склепіннями параболічних контурів. У притворі – циліндричне склепіння, у вівтарній частині – конха з розпалубками.
Церква вирішена в стилі пізнього бароко (рококо) з усіма властивими цьому стильовому напряму архітектурно-художніми прийомами і деталями, а саме: застосування в рішенні стін пілястрового коринфського ордера на п’єдесталах, що розкреповує розвинутий карниз, завершений парапетною балюстрадою, застосування сегментних фронтонів з картушем в тимпані, застосування великих за розміром напівциркульних вікон зі складними сандриками в поєднанні з характерними круглими люкарнами в рокайлевому обрамленні, домінуванні в композиції великого барабана, обробленого спареними пілястрами з оригінальним рішенням карниза у формі увінчуючої гірлянди, пом’якшувального переходу між основним об’ємом і другим ярусом дзвіниці за допомогою волютних спливів, витонченість форм, витонченість декоративних деталей. Характерною для церкви є наявність обходу навкруги апсиди, контрастне фактурне і колірне поєднання лицьової цегли і відлитих бетонних деталей – популярний мотив в архітектурі міста кінця XIX – початку XX ст.

## Цікавий факт
25 липня 1831 року в храмі прийняли православ'я 35 членів єврейської сім'ї Рубінштейн з Житомира, у тому числі дід — купець Рувен (Роман) Рубінштейн і батько — Григорій Романович Рубінштейн майбутнього відомого російського композитора Антона Григоровича Рубінштейна.